# Bisdom Mannar
Het bisdom Mannar (Latijn: Dioecesis Mannarensis) is een rooms-katholiek bisdom in Sri Lanka met als zetel Mannar. Het is een suffragaan bisdom van het aartsbisdom Colombo en werd opgericht in 1981 toen het afgesplitst werd van het bisdom Jaffna. De eerste bisschop was Thomas Emmanuel Savundaranayagam. Het bisdom volgt de Latijnse ritus.
In 2017 telde het bisdom 39 parochies. Het bisdom heeft een oppervlakte van 3.998 km2 en telde in 2016 347.000 inwoners waarvan 24,3% rooms-katholiek was. Dit is veel meer dan het landelijk gemiddelde van 6%.

## Bisschoppen
- Thomas Emmanuel Savundaranayagam (1981-1992)
- Rayappu Joseph (1992-2016)
- Fidelis Lionel Emmanuel Fernando (2017-)